# 1969年のアメリカンリーグチャンピオンシップシリーズ
1969年の野球において、メジャーリーグベースボール（MLB）のポストシーズンは10月4日に開幕した。アメリカンリーグの第1回リーグチャンピオンシップシリーズ（英語: Inaugural American League Championship Series、以下「リーグ優勝決定戦」と表記）は、同日から6日にかけて計3試合が開催された。その結果、ボルチモア・オリオールズ（東地区）がミネソタ・ツインズ（西地区）を3勝0敗で下し、3年ぶり3回目のリーグ優勝およびワールドシリーズ進出を果たした。
前年までのMLBでは、アメリカンリーグもナショナルリーグも、総当たりのレギュラーシーズンで最高勝率を記録した球団がそのままリーグ優勝となり、ワールドシリーズへ進出していた。それがこの年から、東・西2地区に分かれてそれぞれのレギュラーシーズン優勝球団を決めたうえで、その地区優勝球団どうしが5戦3勝制のリーグ優勝決定戦で対戦し、そのシリーズを制した球団がワールドシリーズへ進出する方式に改められた。ホームフィールド・アドバンテージは、この年から1997年までは交代で付与されていた。
レギュラーシーズンでは両球団は12試合対戦し、オリオールズが8勝4敗と勝ち越している。今シリーズでオリオールズは、第1戦は延長12回裏にポール・ブレアーのセーフティスクイズで、第2戦は延長11回裏にカート・モットンの右前打で、2試合連続のサヨナラ勝利を挙げた。そのうちの第2戦では、先発投手デーブ・マクナリーが最後まで投げ切って完封した。11イニング完封はポストシーズン史上最長である。オリオールズは3連勝でリーグ優勝決定戦を突破したが、ワールドシリーズではナショナルリーグ王者ニューヨーク・メッツに1勝4敗で敗れ、3年ぶり2度目の優勝を逃した。

## 試合結果
1969年のアメリカンリーグ優勝決定戦は10月4日に開幕し、3日間で3試合が行われた。日程・結果は以下の通り。
| 日付                                                    | 試合  | ビジター球団（先攻）     | スコア | ホーム球団（後攻）       | 開催球場                   | 開催球場                                               |
| ------------------------------------------------------- | ----- | ------------------------ | ------ | ------------------------ | -------------------------- | ------------------------------------------------------ |
| 10月04日（土）                                          | 第1戦 | ミネソタ・ツインズ       | 3－4x  | ボルチモア・オリオールズ | メモリアル・スタジアム     | メモリアル・ · スタジアムメトロポリタン・ · スタジアム |
| 10月05日（日）                                          | 第2戦 | ミネソタ・ツインズ       | 0－1x  | ボルチモア・オリオールズ | メモリアル・スタジアム     | メモリアル・ · スタジアムメトロポリタン・ · スタジアム |
| 10月06日（月）                                          | 第3戦 | ボルチモア・オリオールズ | 11－2  | ミネソタ・ツインズ       | メトロポリタン・スタジアム | メモリアル・ · スタジアムメトロポリタン・ · スタジアム |
| 優勝：ボルチモア・オリオールズ（3勝0敗 / 3年ぶり3度目） |       |                          |        |                          |                            | メモリアル・ · スタジアムメトロポリタン・ · スタジアム |

### 第1戦 10月4日
- メモリアル・スタジアム（メリーランド州ボルチモア）

|                          | 1 | 2 | 3 | 4 | 5 | 6 | 7 | 8 | 9 | 10 | 11 | 12 | R | H  | E |
| ------------------------ | - | - | - | - | - | - | - | - | - | -- | -- | -- | - | -- | - |
| ミネソタ・ツインズ       | 0 | 0 | 0 | 0 | 1 | 0 | 2 | 0 | 0 | 0  | 0  | 0  | 3 | 4  | 2 |
| ボルチモア・オリオールズ | 0 | 0 | 0 | 1 | 1 | 0 | 0 | 0 | 1 | 0  | 0  | 1x | 4 | 10 | 1 |

1. 勝利：ディック・ホール（1勝）
2. 敗戦：ロン・ペラノスキー（1敗）
3. 本塁打
MIN：トニー・オリバ1号2ラン
BAL：フランク・ロビンソン1号ソロ、マーク・ベランガー1号ソロ、ブーグ・パウエル1号ソロ
4. 審判
［球審］ネスター・チャイラク
［塁審］一塁: エド・ランギー、二塁: フランク・ウモント、三塁: ボブ・スチュワート
［外審］左翼: ジョン・ライス、右翼: レッド・フラハーティ
5. 昼間試合  試合時間: 3時間29分  観客: 3万9324人  気温: 71°F（21.7°C）
詳細: MLB.com Gameday / Baseball-Reference.com

| ミネソタ・ツインズ | ミネソタ・ツインズ | ミネソタ・ツインズ | ミネソタ・ツインズ | ミネソタ・ツインズ                                                                                    | ボルチモア・オリオールズ | ボルチモア・オリオールズ | ボルチモア・オリオールズ | ボルチモア・オリオールズ | ボルチモア・オリオールズ                                                                                                |
| ------------------ | ------------------ | ------------------ | ------------------ | --- | ------------------------ | ------------------------ | ------------------------ | ------------------------ | --- |
| 打順               | 守備               | 選手               | 打席               | J・ペリーG・ミッターワルドR・リースR・カルーH・キルブルーL・カルデナスB・アリソンC・トーバーT・オリバ | 打順                     | 守備                     | 選手                     | 打席                     | M・クェイヤーE・ヘンドリックスB・パウエルD・ジョンソンB・ロビンソンM・ベランガーD・ビュフォードP・ブレアーF・ロビンソン |
| 1                  | 中                 | C・トーバー        | 右                 | J・ペリーG・ミッターワルドR・リースR・カルーH・キルブルーL・カルデナスB・アリソンC・トーバーT・オリバ | 1                        | 左                       | D・ビュフォード          | 両                       | M・クェイヤーE・ヘンドリックスB・パウエルD・ジョンソンB・ロビンソンM・ベランガーD・ビュフォードP・ブレアーF・ロビンソン |
| 2                  | 二                 | R・カルー          | 左                 | J・ペリーG・ミッターワルドR・リースR・カルーH・キルブルーL・カルデナスB・アリソンC・トーバーT・オリバ | 2                        | 中                       | P・ブレアー              | 右                       | M・クェイヤーE・ヘンドリックスB・パウエルD・ジョンソンB・ロビンソンM・ベランガーD・ビュフォードP・ブレアーF・ロビンソン |
| 3                  | 三                 | H・キルブルー      | 右                 | J・ペリーG・ミッターワルドR・リースR・カルーH・キルブルーL・カルデナスB・アリソンC・トーバーT・オリバ | 3                        | 右                       | F・ロビンソン            | 右                       | M・クェイヤーE・ヘンドリックスB・パウエルD・ジョンソンB・ロビンソンM・ベランガーD・ビュフォードP・ブレアーF・ロビンソン |
| 4                  | 右                 | T・オリバ          | 左                 | J・ペリーG・ミッターワルドR・リースR・カルーH・キルブルーL・カルデナスB・アリソンC・トーバーT・オリバ | 4                        | 一                       | B・パウエル              | 左                       | M・クェイヤーE・ヘンドリックスB・パウエルD・ジョンソンB・ロビンソンM・ベランガーD・ビュフォードP・ブレアーF・ロビンソン |
| 5                  | 左                 | B・アリソン        | 右                 | J・ペリーG・ミッターワルドR・リースR・カルーH・キルブルーL・カルデナスB・アリソンC・トーバーT・オリバ | 5                        | 三                       | B・ロビンソン            | 右                       | M・クェイヤーE・ヘンドリックスB・パウエルD・ジョンソンB・ロビンソンM・ベランガーD・ビュフォードP・ブレアーF・ロビンソン |
| 6                  | 一                 | R・リース          | 左                 | J・ペリーG・ミッターワルドR・リースR・カルーH・キルブルーL・カルデナスB・アリソンC・トーバーT・オリバ | 6                        | 捕                       | E・ヘンドリックス        | 左                       | M・クェイヤーE・ヘンドリックスB・パウエルD・ジョンソンB・ロビンソンM・ベランガーD・ビュフォードP・ブレアーF・ロビンソン |
| 7                  | 遊                 | L・カルデナス      | 右                 | J・ペリーG・ミッターワルドR・リースR・カルーH・キルブルーL・カルデナスB・アリソンC・トーバーT・オリバ | 7                        | 二                       | D・ジョンソン            | 右                       | M・クェイヤーE・ヘンドリックスB・パウエルD・ジョンソンB・ロビンソンM・ベランガーD・ビュフォードP・ブレアーF・ロビンソン |
| 8                  | 捕                 | G・ミッターワルド  | 右                 | J・ペリーG・ミッターワルドR・リースR・カルーH・キルブルーL・カルデナスB・アリソンC・トーバーT・オリバ | 8                        | 遊                       | M・ベランガー            | 右                       | M・クェイヤーE・ヘンドリックスB・パウエルD・ジョンソンB・ロビンソンM・ベランガーD・ビュフォードP・ブレアーF・ロビンソン |
| 9                  | 投                 | J・ペリー          | 両                 | J・ペリーG・ミッターワルドR・リースR・カルーH・キルブルーL・カルデナスB・アリソンC・トーバーT・オリバ | 9                        | 投                       | M・クェイヤー            | 左                       | M・クェイヤーE・ヘンドリックスB・パウエルD・ジョンソンB・ロビンソンM・ベランガーD・ビュフォードP・ブレアーF・ロビンソン |
| 先発投手           | 先発投手           | 先発投手           | 投球               | J・ペリーG・ミッターワルドR・リースR・カルーH・キルブルーL・カルデナスB・アリソンC・トーバーT・オリバ | 先発投手                 | 先発投手                 | 先発投手                 | 投球                     | M・クェイヤーE・ヘンドリックスB・パウエルD・ジョンソンB・ロビンソンM・ベランガーD・ビュフォードP・ブレアーF・ロビンソン |
| J・ペリー          | J・ペリー          | J・ペリー          | 右                 | J・ペリーG・ミッターワルドR・リースR・カルーH・キルブルーL・カルデナスB・アリソンC・トーバーT・オリバ | M・クェイヤー            | M・クェイヤー            | M・クェイヤー            | 左                       | M・クェイヤーE・ヘンドリックスB・パウエルD・ジョンソンB・ロビンソンM・ベランガーD・ビュフォードP・ブレアーF・ロビンソン |

### 第2戦 10月5日
- メモリアル・スタジアム（メリーランド州ボルチモア）

|                          | 1 | 2 | 3 | 4 | 5 | 6 | 7 | 8 | 9 | 10 | 11 | R | H | E |
| ------------------------ | - | - | - | - | - | - | - | - | - | -- | -- | - | - | - |
| ミネソタ・ツインズ       | 0 | 0 | 0 | 0 | 0 | 0 | 0 | 0 | 0 | 0  | 0  | 0 | 3 | 1 |
| ボルチモア・オリオールズ | 0 | 0 | 0 | 0 | 0 | 0 | 0 | 0 | 0 | 0  | 1x | 1 | 8 | 0 |

1. 勝利：デーブ・マクナリー（1勝）
2. 敗戦：デーブ・ボズウェル（1敗）
3. 審判
［球審］エド・ランギー
［塁審］一塁: フランク・ウモント、二塁: ボブ・スチュワート、三塁: ネスター・チャイラク
［外審］左翼: ジョン・ライス、右翼: レッド・フラハーティ
4. 昼間試合  試合時間: 3時間17分  観客: 4万1704人  気温: 68°F（20°C）
詳細: MLB.com Gameday / Baseball-Reference.com

| ミネソタ・ツインズ | ミネソタ・ツインズ | ミネソタ・ツインズ | ミネソタ・ツインズ | ミネソタ・ツインズ                                                                                        | ボルチモア・オリオールズ | ボルチモア・オリオールズ | ボルチモア・オリオールズ | ボルチモア・オリオールズ | ボルチモア・オリオールズ                                                                                              |
| ------------------ | ------------------ | ------------------ | ------------------ | --- | ------------------------ | ------------------------ | ------------------------ | ------------------------ | --- |
| 打順               | 守備               | 選手               | 打席               | D・ボズウェルG・ミッターワルドR・リースR・カルーH・キルブルーL・カルデナスB・アリソンC・トーバーT・オリバ | 打順                     | 守備                     | 選手                     | 打席                     | D・マクナリーA・エチェバレンB・パウエルD・ジョンソンB・ロビンソンM・ベランガーD・ビュフォードP・ブレアーF・ロビンソン |
| 1                  | 中                 | C・トーバー        | 右                 | D・ボズウェルG・ミッターワルドR・リースR・カルーH・キルブルーL・カルデナスB・アリソンC・トーバーT・オリバ | 1                        | 左                       | D・ビュフォード          | 両                       | D・マクナリーA・エチェバレンB・パウエルD・ジョンソンB・ロビンソンM・ベランガーD・ビュフォードP・ブレアーF・ロビンソン |
| 2                  | 二                 | R・カルー          | 左                 | D・ボズウェルG・ミッターワルドR・リースR・カルーH・キルブルーL・カルデナスB・アリソンC・トーバーT・オリバ | 2                        | 中                       | P・ブレアー              | 右                       | D・マクナリーA・エチェバレンB・パウエルD・ジョンソンB・ロビンソンM・ベランガーD・ビュフォードP・ブレアーF・ロビンソン |
| 3                  | 三                 | H・キルブルー      | 右                 | D・ボズウェルG・ミッターワルドR・リースR・カルーH・キルブルーL・カルデナスB・アリソンC・トーバーT・オリバ | 3                        | 右                       | F・ロビンソン            | 右                       | D・マクナリーA・エチェバレンB・パウエルD・ジョンソンB・ロビンソンM・ベランガーD・ビュフォードP・ブレアーF・ロビンソン |
| 4                  | 右                 | T・オリバ          | 左                 | D・ボズウェルG・ミッターワルドR・リースR・カルーH・キルブルーL・カルデナスB・アリソンC・トーバーT・オリバ | 4                        | 一                       | B・パウエル              | 左                       | D・マクナリーA・エチェバレンB・パウエルD・ジョンソンB・ロビンソンM・ベランガーD・ビュフォードP・ブレアーF・ロビンソン |
| 5                  | 左                 | B・アリソン        | 右                 | D・ボズウェルG・ミッターワルドR・リースR・カルーH・キルブルーL・カルデナスB・アリソンC・トーバーT・オリバ | 5                        | 三                       | B・ロビンソン            | 右                       | D・マクナリーA・エチェバレンB・パウエルD・ジョンソンB・ロビンソンM・ベランガーD・ビュフォードP・ブレアーF・ロビンソン |
| 6                  | 一                 | R・リース          | 左                 | D・ボズウェルG・ミッターワルドR・リースR・カルーH・キルブルーL・カルデナスB・アリソンC・トーバーT・オリバ | 6                        | 二                       | D・ジョンソン            | 右                       | D・マクナリーA・エチェバレンB・パウエルD・ジョンソンB・ロビンソンM・ベランガーD・ビュフォードP・ブレアーF・ロビンソン |
| 7                  | 捕                 | G・ミッターワルド  | 右                 | D・ボズウェルG・ミッターワルドR・リースR・カルーH・キルブルーL・カルデナスB・アリソンC・トーバーT・オリバ | 7                        | 遊                       | M・ベランガー            | 右                       | D・マクナリーA・エチェバレンB・パウエルD・ジョンソンB・ロビンソンM・ベランガーD・ビュフォードP・ブレアーF・ロビンソン |
| 8                  | 遊                 | L・カルデナス      | 右                 | D・ボズウェルG・ミッターワルドR・リースR・カルーH・キルブルーL・カルデナスB・アリソンC・トーバーT・オリバ | 8                        | 捕                       | A・エチェバレン          | 右                       | D・マクナリーA・エチェバレンB・パウエルD・ジョンソンB・ロビンソンM・ベランガーD・ビュフォードP・ブレアーF・ロビンソン |
| 9                  | 投                 | D・ボズウェル      | 右                 | D・ボズウェルG・ミッターワルドR・リースR・カルーH・キルブルーL・カルデナスB・アリソンC・トーバーT・オリバ | 9                        | 投                       | D・マクナリー            | 右                       | D・マクナリーA・エチェバレンB・パウエルD・ジョンソンB・ロビンソンM・ベランガーD・ビュフォードP・ブレアーF・ロビンソン |
| 先発投手           | 先発投手           | 先発投手           | 投球               | D・ボズウェルG・ミッターワルドR・リースR・カルーH・キルブルーL・カルデナスB・アリソンC・トーバーT・オリバ | 先発投手                 | 先発投手                 | 先発投手                 | 投球                     | D・マクナリーA・エチェバレンB・パウエルD・ジョンソンB・ロビンソンM・ベランガーD・ビュフォードP・ブレアーF・ロビンソン |
| D・ボズウェル      | D・ボズウェル      | D・ボズウェル      | 右                 | D・ボズウェルG・ミッターワルドR・リースR・カルーH・キルブルーL・カルデナスB・アリソンC・トーバーT・オリバ | D・マクナリー            | D・マクナリー            | D・マクナリー            | 左                       | D・マクナリーA・エチェバレンB・パウエルD・ジョンソンB・ロビンソンM・ベランガーD・ビュフォードP・ブレアーF・ロビンソン |

### 第3戦 10月6日
- メトロポリタン・スタジアム（ミネソタ州ブルーミントン）

|                          | 1 | 2 | 3 | 4 | 5 | 6 | 7 | 8 | 9 | R  | H  | E |
| ------------------------ | - | - | - | - | - | - | - | - | - | -- | -- | - |
| ボルチモア・オリオールズ | 0 | 3 | 0 | 2 | 0 | 1 | 0 | 2 | 3 | 11 | 18 | 0 |
| ミネソタ・ツインズ       | 1 | 0 | 0 | 0 | 1 | 0 | 0 | 0 | 0 | 2  | 10 | 2 |

1. 勝利：ジム・パーマー（1勝）
2. 敗戦：ボブ・ミラー（1敗）
3. 本塁打
BAL：ポール・ブレアー1号2ラン
4. 審判
［球審］フランク・ウモント
［塁審］一塁: ボブ・スチュワート、二塁: ネスター・チャイラク、三塁: エド・ランギー
［外審］左翼: ジョン・ライス、右翼: レッド・フラハーティ
5. 昼間試合  試合時間: 2時間48分  観客: 3万2735人  気温: 62°F（16.7°C）
詳細: MLB.com Gameday / Baseball-Reference.com

| ボルチモア・オリオールズ | ボルチモア・オリオールズ | ボルチモア・オリオールズ | ボルチモア・オリオールズ | ボルチモア・オリオールズ                                                                                              | ミネソタ・ツインズ | ミネソタ・ツインズ | ミネソタ・ツインズ | ミネソタ・ツインズ | ミネソタ・ツインズ                                                                                    |
| ------------------------ | ------------------------ | ------------------------ | ------------------------ | --- | ------------------ | ------------------ | ------------------ | ------------------ | --- |
| 打順                     | 守備                     | 選手                     | 打席                     | J・パーマーE・ヘンドリックスB・パウエルD・ジョンソンB・ロビンソンM・ベランガーD・ビュフォードP・ブレアーF・ロビンソン | 打順               | 守備               | 選手               | 打席               | B・ミラーJ・ローズボロR・リースR・カルーH・キルブルーL・カルデナスT・ユーランダーC・トーバーT・オリバ |
| 1                        | 左                       | D・ビュフォード          | 両                       | J・パーマーE・ヘンドリックスB・パウエルD・ジョンソンB・ロビンソンM・ベランガーD・ビュフォードP・ブレアーF・ロビンソン | 1                  | 左                 | T・ユーランダー    | 左                 | B・ミラーJ・ローズボロR・リースR・カルーH・キルブルーL・カルデナスT・ユーランダーC・トーバーT・オリバ |
| 2                        | 中                       | P・ブレアー              | 右                       | J・パーマーE・ヘンドリックスB・パウエルD・ジョンソンB・ロビンソンM・ベランガーD・ビュフォードP・ブレアーF・ロビンソン | 2                  | 二                 | R・カルー          | 左                 | B・ミラーJ・ローズボロR・リースR・カルーH・キルブルーL・カルデナスT・ユーランダーC・トーバーT・オリバ |
| 3                        | 右                       | F・ロビンソン            | 右                       | J・パーマーE・ヘンドリックスB・パウエルD・ジョンソンB・ロビンソンM・ベランガーD・ビュフォードP・ブレアーF・ロビンソン | 3                  | 右                 | T・オリバ          | 左                 | B・ミラーJ・ローズボロR・リースR・カルーH・キルブルーL・カルデナスT・ユーランダーC・トーバーT・オリバ |
| 4                        | 一                       | B・パウエル              | 左                       | J・パーマーE・ヘンドリックスB・パウエルD・ジョンソンB・ロビンソンM・ベランガーD・ビュフォードP・ブレアーF・ロビンソン | 4                  | 三                 | H・キルブルー      | 右                 | B・ミラーJ・ローズボロR・リースR・カルーH・キルブルーL・カルデナスT・ユーランダーC・トーバーT・オリバ |
| 5                        | 三                       | B・ロビンソン            | 右                       | J・パーマーE・ヘンドリックスB・パウエルD・ジョンソンB・ロビンソンM・ベランガーD・ビュフォードP・ブレアーF・ロビンソン | 5                  | 一                 | R・リース          | 左                 | B・ミラーJ・ローズボロR・リースR・カルーH・キルブルーL・カルデナスT・ユーランダーC・トーバーT・オリバ |
| 6                        | 二                       | D・ジョンソン            | 右                       | J・パーマーE・ヘンドリックスB・パウエルD・ジョンソンB・ロビンソンM・ベランガーD・ビュフォードP・ブレアーF・ロビンソン | 6                  | 中                 | C・トーバー        | 右                 | B・ミラーJ・ローズボロR・リースR・カルーH・キルブルーL・カルデナスT・ユーランダーC・トーバーT・オリバ |
| 7                        | 捕                       | E・ヘンドリックス        | 左                       | J・パーマーE・ヘンドリックスB・パウエルD・ジョンソンB・ロビンソンM・ベランガーD・ビュフォードP・ブレアーF・ロビンソン | 7                  | 捕                 | J・ローズボロ      | 左                 | B・ミラーJ・ローズボロR・リースR・カルーH・キルブルーL・カルデナスT・ユーランダーC・トーバーT・オリバ |
| 8                        | 遊                       | M・ベランガー            | 右                       | J・パーマーE・ヘンドリックスB・パウエルD・ジョンソンB・ロビンソンM・ベランガーD・ビュフォードP・ブレアーF・ロビンソン | 8                  | 遊                 | L・カルデナス      | 右                 | B・ミラーJ・ローズボロR・リースR・カルーH・キルブルーL・カルデナスT・ユーランダーC・トーバーT・オリバ |
| 9                        | 投                       | J・パーマー              | 右                       | J・パーマーE・ヘンドリックスB・パウエルD・ジョンソンB・ロビンソンM・ベランガーD・ビュフォードP・ブレアーF・ロビンソン | 9                  | 投                 | B・ミラー          | 右                 | B・ミラーJ・ローズボロR・リースR・カルーH・キルブルーL・カルデナスT・ユーランダーC・トーバーT・オリバ |
| 先発投手                 | 先発投手                 | 先発投手                 | 投球                     | J・パーマーE・ヘンドリックスB・パウエルD・ジョンソンB・ロビンソンM・ベランガーD・ビュフォードP・ブレアーF・ロビンソン | 先発投手           | 先発投手           | 先発投手           | 投球               | B・ミラーJ・ローズボロR・リースR・カルーH・キルブルーL・カルデナスT・ユーランダーC・トーバーT・オリバ |
| J・パーマー              | J・パーマー              | J・パーマー              | 右                       | J・パーマーE・ヘンドリックスB・パウエルD・ジョンソンB・ロビンソンM・ベランガーD・ビュフォードP・ブレアーF・ロビンソン | B・ミラー          | B・ミラー          | B・ミラー          | 右                 | B・ミラーJ・ローズボロR・リースR・カルーH・キルブルーL・カルデナスT・ユーランダーC・トーバーT・オリバ |